# Alice Vollenweider
Alice Vollenweider (Zurigo, 22 giugno 1927 – Schönholzerswilen, 13 settembre 2011) è stata una scrittrice e traduttrice svizzera.

## Biografia
Studiò lingue romanze e tedesco a Zurigo e a Parigi. Conseguì il dottorato con una tesi intitolata Einfluss der italienischen auf die französische Kochkunst im Spiegel der Sprache ("Influenza della cucina italiana e francese sulla lingua") (1963) e studiò letteratura italiana a Napoli.
Traduttrice di opere italiane e curatrice di antologie, curò una rubrica di cucina per la rivista Annabelle per oltre 10 anni fino al 2002. Una selezione delle risposte ai lettori della rubrica fu pubblicata da Hugo Loetscher nel 1975. Lavorò per la Neue Zürcher Zeitung in veste di specialista in letteratura italiana e di giudice nel valutare i ristoranti. Nel 1976 pubblicò i suoi bestseller Italiens Provinzen und ihre Küche e Aschenbrödels Küche wurden zu Bestsellern.

## Premi
- 1979: Premio Conrad Ferdinand Meyer[5]
- 1991: Medaglia Johann Jakob Bodmer per i servizi all'attività letteraria della città di Zurigo[6]
- 2000: Premio onorario della città di Zurigo[7]

## Opere
- Der Einfluss der italienischen auf die französische Kochkunst im Spiegel der Sprache (Historischer Überblick). In: Vox Romanica. 22/1963, S. 59–88 (online).
- Der Einfluss der italienischen auf die französische Kochkunst im Spiegel der Sprache (Zweiter Teil: Wortmonographien). In: Vox Romanica. 22/1963, S. 367–443 (online).
- (con Paul Nussbaumer) Aschenbrödels Küche. Diogenes, Zürich 1971. Überarbeitete Ausgabe: Limmat, Zürich 2005, ISBN 3-85791-485-8.
- (con Hugo Loetscher) Kulinaritäten. Ein Briefwechsel zwischen Alice Vollenweider und Hugo Loetscher. Benteli, Bern 1976, ISBN 3-7165-0081-X.
- Ich werfe eine Münze in den Brunnen. Reisen in Italien. Huber, Frauenfeld 1983, ISBN 3-7193-0885-5.
- Warum Parmesan zu fast allem passt. Kulinarische Reise durch Italiens Provinzen. Huber, Frauenfeld 1984.
- Italiens Provinzen und ihre Küche. Eine Reise und 88 Rezepte. Wagenbach, Berlin 1990, ISBN 3-8031-1118-8.
- Alice Vollenweiders kleines Kulinarium. Rezepte, Tips und Kochgeschichten. Annabelle-Kochtipp. Werd, Zürich 1996, ISBN 3-85932-188-9.
- Italia! Unterwegs zu den verborgenen Schönheiten Italiens. Schöffling, Frankfurt am Main 1997, ISBN 3-89561-561-7.
- Die Küche der Toskana. Eine Reise durch ihre Regionen mit 52 Rezepten. Wagenbach, Berlin 2000, ISBN 3-8031-1187-0.
- Frischer Fisch und wildes Grün. Essen im Tessin. Erkundungen und Rezepte. Limmat, Zürich 2005, ISBN 3-85791-459-9.

### Pubblicazioni
- Italienische Erzähler der Gegenwart. Eine Anthologie. Reclam, Stuttgart 1964.
- (con Carlo Castelli) Südwind. Zeitgenössische Prosa, Lyrik und Essays aus der italienischen Schweiz. Artemis, Zürich/München 1976, ISBN 3-7608-0422-5.
- Italienische Reise. Ein literarischer Reiseführer durch das heutige Italien. Wagenbach, Berlin 1985, ISBN 3-8031-0137-9
- Die Schweiz von aussen gesehen. Benziger, Zürich 1991, ISBN 3-545-36496-8.
- Schweizer Reise. Ein literarischer Reiseführer durch die heutige Schweiz. Wagenbach, Berlin 1993, ISBN 3-8031-0186-7.